# Joey Castillo

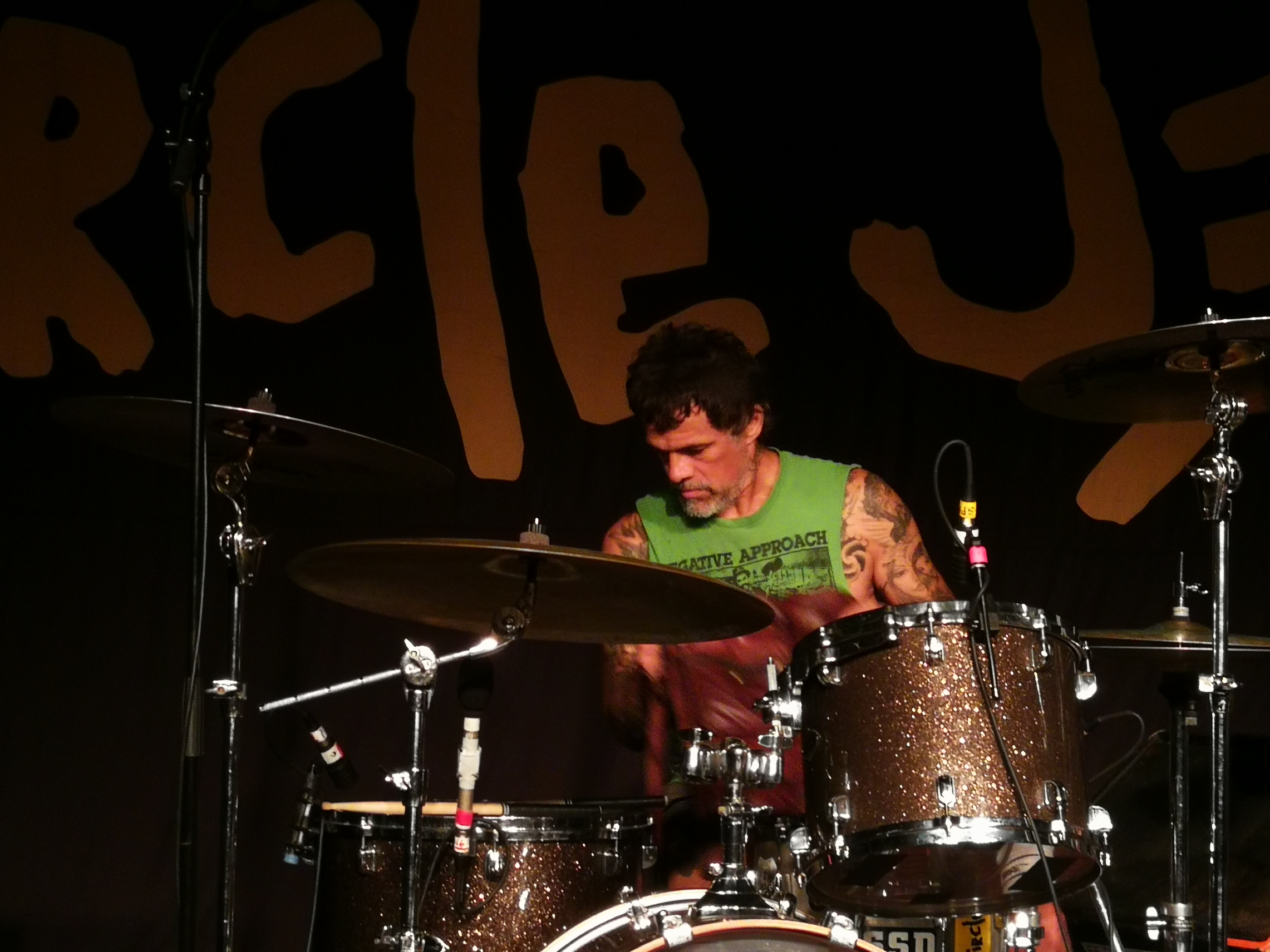

Joseph William Castillo (nascido em 30 de março de 1966) é um músico e compositor estadunidense. Ele é mais conhecido por ter sido o baterista da banda de hard rock, Queens of the Stone Age de 2002 a 2012. Mas também foi membro do Danzig, Eagles of Death Metal, California Breed, Zilch e Scott Weiland and the Wildabouts .
Castillo se juntou ao Queens of the Stone Age em 2002, após a saída do baterista temporário Dave Grohl. Ele gravou dois álbuns de estúdio, Lullabies to Paralyze (2005), Era Vulgaris (2007), e gravou metade de ...Like Clockwork (2013) antes de ser demitido pelo membro fundador Josh Homme. Desde que deixou Queens of the Stone Age e Eagles of Death Metal em 2012, Castillo se juntou a California Breed, substituindo o membro fundador Jason Bonham, juntou-se a Scott Weiland and the Wildabouts, fazendo turnê com a banda antes da morte do cantor em 2015, e juntou-se a três grupos com o ex-companheiro de banda do Queens of the Stone Age Nick Oliveri: Os supergrupos Bloodclot (com John Joseph do Cro-Mags e Todd Youth, ex-guitarrista do Danzig e Murphy's Law), Royale Daemons (com Wino ) e a histórica banda punk Bl'ast . Castillo também se juntou a Zakk Sabbath, banda cover do Black Sabbath, comandada por Zakk Wylde. Atualmente, Joey está em turnê com o Bronx, depois que o membro fundador Jorma Vik saiu para tocar com o Eagles of Death Metal além de ter ingressado no Circle Jerks.

## Carreira musical
Natural de Gardena, Califórnia, Castillo começou a tocar bateria aos 15 anos, quando sua avó lhe emprestou dinheiro para comprar uma bateria. Sua forma de tocar é influenciada por War, Al Green, Led Zeppelin, Rolling Stones e Black Flag . Ele começou sua carreira de baterista juntando-se à banda punk de Los Angeles Wasted Youth em 1984. Depois de gravar dois álbuns e várias turnês, deixou o Wasted Youth e se juntou ao Sugartooth em 1991. Durante o verão de 1994, ele formou uma banda de punk rock de curta duração chamada Chronic Halitosis. Eles tocavam covers de Misfits e Black Flag .
Em 1994, Castillo deixou Sugartooth e se juntou ao Danzig, tendo recusado ofertas anteriores de Slayer e Suicidal Tendencies . Ele trabalhou como técnico de bateria de Chuck Biscuit por volta de '90 -'93 e finalmente o substituiu como baterista ao vivo nas turnês de 94, após o lançamento de Danzig 4 p. Desse ponto em diante, ele foi (com exceção de Glenn) o único membro constante do Danzig por quase dez anos, desempenhando todas as funções de percussão em Blackacidevil (1996), Satan's Child (1999) e I Luciferi (2002). Em 1996, ele participou do álbum solo de Robert Trujillo, e em 1998 ele se juntou a Zilch . Ele substituiu o baterista original do Goatsnake após sua saída em 2001, mas isso durou pouco quando eles se separaram pouco depois. Castillo fez o teste para o Guns N 'Roses em 1997, mas não passou. Em 2001 ele fez backing vocals e bateria para algumas faixas do álbum Songs From The Earth do Son of Sam .
Castillo se juntou ao Queens of the Stone Age sem uma audição, tocando meia música (Avon) em um ensaio informal antes que o vocalista Josh Homme saísse da sala e voltasse dizendo "Acabei de despedir o baterista. A turnê começa amanhã ", e ofereceu o show a Castillo. Castillo também tocou no álbum solo de Mark Lanegan, Bubblegum, e no segundo álbum do Eagles of Death Metal, Death by Sexy .
Em 25 de junho de 2017, junto com Trent Reznor, Mariqueen Maandig Reznor, Robin Finck, Atticus Ross e Alessandro Cortini apareceram como "The Nine Inch Nails" no episódio 8 de Twin Peaks: The Return on Showtime, apresentando uma interpretação da canção "She Gone Away", que apareceu anteriormente no álbum de 2016 do Nine Inch Nails "Not the Actual Events " 
Em 2015, ele foi um substituto em turnê para Jason Bonham no projeto Glenn Hughes , California Breed . Bonham saiu antes da turnê para se juntar a Sammy Hagar e Hughes queria que a turnê que apoiou Alter Bridge continuasse conforme planejado.

## Vida pessoal
Castillo tem dois drumkits que pertenceram a Chuck Biscuits e os considera seus bens mais valiosos. Castillo atualmente mora em Silver Lake, Califórnia, com seus três filhos e sua esposa.

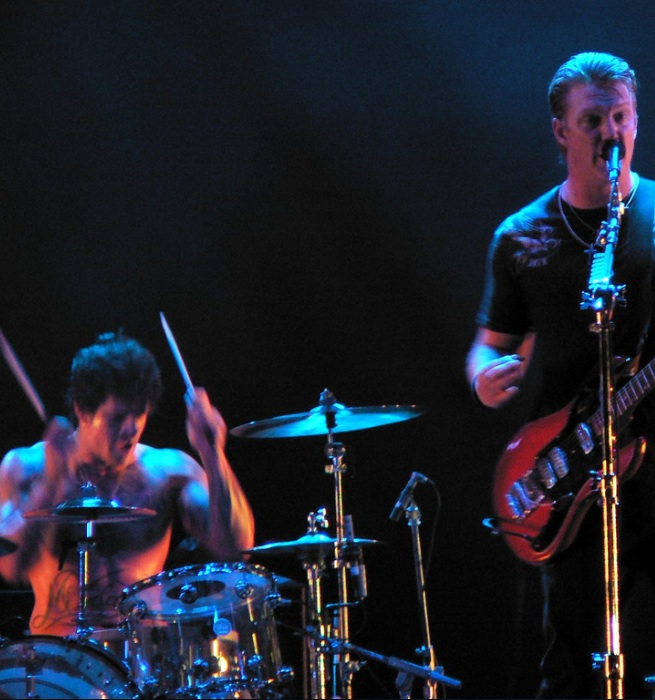
Joey Castillo e Josh Homme do Queens of the Stone Age apresentando-se no Southside Festival perto de Tuttlingen, sul da Alemanha, 24 de junho de 2007

## Equipamento
Castillo atualmente usa uma bateria Tama, pedais e ferragens, pratos da Zildjian, baquetas Vater e equipamentos de percussão latina. Castillo é famoso por usar o bloco LP Jam. O tom do bloco jam aparece solo no início do single " Little Sister " do Queens of the Stone Age do álbum Lullabies to Paralyze, o primeiro álbum de estúdio de Castillo com a banda. Em 2018, ele voltou para Tama após mais de dez anos com Drum Workshop e cinco anos com Q Drum Co. Pré-QOTSA, ele era conhecido por usar uma Tama com pratos Paiste e baquetas Easton.

## Discografia
| Year | Band or artist          | Album                                |
| ---- | ----------------------- | ------------------------------------ |
| 1986 | Wasted Youth            | Get Out of My Yard!                  |
| 1988 | Wasted Youth            | Black Daze                           |
| 1994 | Sugartooth              | Sugartooth                           |
| 1996 | Danzig                  | Blackacidevil                        |
| 1997 | Sugartooth              | The Sounds of Solid                  |
| 1998 | Zilch                   | 3.2.1.                               |
| 1998 | Zilch                   | Bastard Eyes                         |
| 1998 | Danzig                  | 6:66 Satan's Child                   |
| 2001 | Zilch                   | Skyjin                               |
| 2001 | Youjeen                 | Hey Jerks                            |
| 2001 | Danzig                  | Live on the Black Hand Side          |
| 2001 | Son of Sam              | Songs From The Earth                 |
| 2002 | Danzig                  | I Luciferi                           |
| 2003 | Desert Sessions         | Volumes 9 &amp; 10                   |
| 2004 | Mark Lanegan Band       | Bubblegum                            |
| 2005 | Queens of the Stone Age | Lullabies to Paralyze                |
| 2005 | Queens of the Stone Age | Over The Years And Through The Woods |
| 2006 | Eagles of Death Metal   | Death by Sexy                        |
| 2007 | Danzig                  | The Lost Tracks of Danzig            |
| 2007 | Queens of the Stone Age | Era Vulgaris                         |
| 2008 | Eagles of Death Metal   | Heart On                             |
| 2009 | Hello=Fire              | Hello=Fire                           |
| 2013 | Queens of the Stone Age | ...Like Clockwork                    |
| 2016 | Zakk Sabbath            | Live in Detroit (live EP)            |
| 2020 | Danzig                  | Danzig Sings Elvis                   |
| 2020 | Zakk Sabbath            | Vertigo                              |
| 2020 | The Hives               | Live at Third Man Records            |